# Alice La Mazière
Alice La Mazière, née Alice Kühn, épouse Lamazière, le 4 janvier 1880 dans le 10e arrondissement de Paris et morte le 27 février 1962 dans le 8e arrondissement de Paris, est une journaliste française, militante socialiste et féministe.

## Biographie

### Jeunesse et famille
Alice Kühn naît à Paris en 1880, fille de Sigismond Kühn, négociant, et de Betty Levysohn, son épouse. En 1907, alors directrice du collège Lafayette, elle épouse Pierre Paul Lamazière, publiciste, futur journaliste et romancier sous le nom de Pierre La Mazière (1879-1947).
Après sa mort, survenue en 1962 en son domicile parisien du 19, rue d'Anjou, Alice La Mazière est enterrée avec son mari au Père-Lachaise.

### Carrière de journaliste
Alice La Mazière commence sa carrière de journaliste pendant la Grande Guerre : un premier article sur les femmes qui travaillent au tri des affaires revenues du front est publié dans la Revue de Paris avant d'être réédité sous forme de pamphlet. Elle est journaliste pour le journal La Fronde, premier journal en France à être entièrement conçu et dirigé par des femmes.
Elle couvre des sujets de société dans différents pays, de sorte qu'elle voyage beaucoup pour rédiger ses articles. Elle fait de nombreux déplacements et écrit sur les différents pays qu'elle visite. Elle publie par exemple un livre sur le Maroc en 1932. Elle publie aussi en 1933 un livre sur l'Espagne, qu'elle a visité en 1932, au moment où la victoire des républicains espagnols aux élections municipales, un an auparavant, mène à la chute de la monarchie et à la mise en place d'un gouvernement conservateur qui inclut des Socialistes. En Tchécoslovaquie hier et aujourd'hui est publié en 1938. En lien avec son engagement féministe, elle s'intéresse régulièrement au sujet des femmes au travail. On trouve par exemple deux articles dans Le Monde en 1945 sur le sujet des femmes dans les armées : le premier sur le Women's Army Corps américain, le second sur la Women's Auxiliary Air Force britannique.
Comme d'autres femmes journalistes à cette époque, Andrée Viollis ou Simone Téry par exemple, elle doit faire face à des obstacles spécifiques. Mary Lynn Stewart note ainsi que le reportage d'Alice La Mazière sur les bagnes d'enfants, publié entre avril et août 1925 dans L'Ère nouvelle sous le titre L'Enfance malheureuse, rencontre un moindre succès que celui de Louis Roubaud sur le même sujet : selon elle, cela est dû au fait que Roubaud ait couvert le sujet en premier et à la plus grande visibilité du journal dans lequel il publie, mais aussi au genre. En effet, le fait d'être femme a empêché Alice La Mazière d'avoir accès à certains éléments : un juge lui a par exemple refusé l'accès aux procès sous prétexte que cela pourrait choquer "une sensibilité féminine". De même, malgré ses nombreuses enquêtes de terrain en France et à l'étranger, elle n'était pas reconnue comme grande reporter.

### Carrière militante
Alice La Mazière était membre de l'Union française pour le suffrage des femmes (UFSF) et également militante à la Section française de l'internationale ouvrière (SFIO). Elle s'est présenté comme candidate de la SFIO aux élections municipales du 30 novembre 1919 dans le 9e arrondissement de Paris, bien que les femmes soient alors encore inéligibles. Cette démarche préfigure celle de plusieurs femmes communistes aux élections municipales de 1925.
En 1920, elle est la vice-présidente du groupe de Paris  de l'Union Française pour le Suffrage des Femmes et participe au huitième congrès de l'Alliance internationale pour le Suffrage des Femmes à Genève. Elle a également contribué à la fondation du Soroptimist-Club de Paris, créé en 1924 par Suzanne Noël, et en a assuré la présidence jusqu'en 1926.
À la différence de certains socialistes ou communistes de l'époque, elle ne s'oppose pas au colonialisme français, et ses reportages sur les colonies soulignent les progrès apportés par la France aux colonies. Au Maroc, par exemple, elle insiste sur les effets positifs pour les femmes marocaines des mesures françaises dans le domaine de l'hygiène ou de l'éducation. Malgré son intégration des femmes marocaines à l'idéal d'émancipation, elle tient aussi un discours les présentant comme inférieures, notamment en faisant référence à leur sexualité et en reproduisant les stéréotypes du harem du XIXe siècle. Elle écrit par exemple : « la promiscuité engendre les vices. Au Maroc, invertis et lesbiennes sont nombreux ; leurs pratiques ne sauraient y scandaliser personne. ».

## Ouvrages
- Avec Suzanne Grinberg, Carrières féminines, nouvelles écoles, nouveaux métiers, nouvelles professions, Brochures Larousse, Paris, Larousse, 1917.
- En Tchécoslovaquie hier et aujourd'hui, Paris, Fasquelle , 1938.
- Le Maroc secret, Paris, éditions Baudinière, 1932.
- Neuvième congrès de l'Alliance internationale pour le suffrage des femmes (Rome, 12-19 mai 1923), Paris, Union française pour le suffrage des femmes , (s. d.).
- Nouvelle Espagne, Paris, éditions Baudinière, 1933.
- Sauvons les bébés, Niort, impr. de A. Chiron, 1920, 10 p.